# Grupa (stacja kolejowa)
Grupa – stacja kolejowa w Grupie, w gminie Dragacz, w powiecie świeckim, w województwie kujawsko-pomorskim.

## Ruch pasażerski
| Rok  | Wymiana pasażerska na dobę |
| ---- | -------------------------- |
| 2017 | 50-99                      |
| 2022 | 50-99                      |